# Magazine (album)
Pour les articles homonymes, voir Magazine (homonymie).
 (septembre 2023).
Si vous disposez d'ouvrages ou d'articles de référence ou si vous connaissez des sites web de qualité traitant du thème abordé ici, merci de compléter l'article en donnant les références utiles à sa vérifiabilité et en les liant à la section « Notes et références ».
Albums de Heart
Little Queen
(1977) Dog and Butterfly
(1978)
Magazine est le troisième album studio du groupe rock américain Heart, sorti d'abord en 1977 sans le consentement du groupe dans une version incomplète, une seconde version plus travaillée et finalement complétée est sortie en 1978. D'où une certaine confusion à savoir lequel est le deuxième et le troisième album dans la discographie du groupe. Il a été certifié platine au Canada et aux Etats-Unis. La chanson Without you est une composition de Pete Ham et Tom Evans du groupe britannique Badfinger, elle a aussi été reprise par le chanteur américain Harry Nilsson. Les chansons Mother Earth Blues/You Shook Me Babe et I've Got the Music in Me ont été enregistrées lors d'un concert à The Aquarius Tavern de Seattle en 1975. Traduit de l'article anglophone Wikipedia consacré à l'album Magazine de Heart.

## Historique
Après son premier album, Heart a commencé à enregistrer à Vancouver de nouvelles chansons destinées à être le prochain album studio pour Mushroom Records. Cependant, le groupe s'est disputé avec le label à la suite d'une publicité douteuse célébrant les ventes de Dreamboat Annie. La publicité, qui faisait toute une page dans le magazine Rolling Stone, était une maquette ressemblant à la couverture d’un magazine salace de style tabloïd et montrait les sœurs, épaules nues (comme sur la couverture de l’album de "Dreamboat Annie") avec la légende suggestive : "Ce n'était que notre première fois !".
Les sessions d'enregistrement pour le nouvel album se sont arrêtées après que le groupe et leur label aient échoué à renégocier leur contrat. Seuls cinq enregistrements incomplets ont été réalisés au cours de ces sessions de 1976. Comme Heart avait maintenant prouvé son efficacité, ses membres s'attendaient à ce que Mushroom augmente leur taux de rémunération. Mais à la surprise du groupe et de leur producteur Mike Flicker, le label refusa de payer plus cher.
Tout en maintenant le groupe sous contrat, Mushroom n'était apparemment pas intéressé par la sortie d'un deuxième album de Heart. Flicker a ensuite mis fin à sa relation avec le label. Le contrat stipulait que Flicker serait le producteur de tous les enregistrements de Heart. Le groupe a estimé que, dans la mesure où Mushroom n’était pas en mesure de fournir les services de Flicker, ils seraient libres de signer avec un autre label. Heart a engagé un avocat pour résoudre le litige et ils ont signé avec Portrait Records, une filiale de CBS Records (maintenant Sony BMG).

## Sortie en 1977
Le changement de label a entraîné une longue bataille juridique avec la directrice de la création de Mushroom, Shelly Siegel. Mushroom, qui a toujours un contrat de 2 albums, affirme avoir le droit de sortir un deuxième album de Heart. Toujours en possession des cinq enregistrements de studio inachevés et de morceaux inédits enregistrés en 1975, Mushroom les fit remixer par l'ingénieur de Heart, mais en l'absence de tout membre du groupe.
Le label ajoute une autre chanson inédite en album, Here Song (la face B du premier single canadien de Heart, datant de 1975), le reste de l'album étant composé de deux chansons enregistrées live en 1975 à The Aquarius Tavern, un club de rock de la région de Seattle où le groupe jouait régulièrement. Mushroom a publié la collection sous le titre Magazine au printemps 1977, alors même que le groupe préparait son album à venir pour le nouveau label Portrait et intitulé Little Queen.
Selon Flicker, environ 50 000 exemplaires de la version originale de Magazine ont été pressés. Certaines de ces copies ont été vendues dans des magasins, principalement à Los Angeles et à Hollywood ainsi qu'en Floride, où les disques ont été fabriqués. Les copies non vendues ont été rapidement rappelées et détruites par la suite, lorsque Heart a poursuivi Mushroom en justice pour faire arrêter la distribution de l'album. La version de 1977 a également été brièvement publiée en Europe par Arista Records, mais a été suspendue par une seconde action en justice.
Bien que l'album n'ait pas été officiellement distribué dans les stations de radio en 1977, certaines stations telles que KISW, l'une des principales stations de rock de Seattle, ont joué des chansons de la version non autorisée contre le gré du groupe. La pochette de l'album de 1977 était accompagnée d'un avertissement au dos :
"Mushroom Records regrette qu'un différend contractuel ait rendu nécessaire la complétion de ce disque sans la coopération ou l'aval du groupe Heart, qui a expressément nié toute implication artistique dans ce dossier. Nous ne pensions pas qu'un différend contractuel devrait empêcher le public d'écouter et apprécier ces airs et enregistrements incroyables."

## Injonction, réenregistrement et remixage
Insatisfait des performances de studio approximatives et de l’inclusion des enregistrements live, le groupe poursuit Mushroom en justice dans le but de faire retirer l'album des magasins de disques en 1977. La cour de Seattle a statué que le label devait rappeler l'album, mais les termes de l'accord exigeaient que Heart fournisse un deuxième album pour Mushroom. Heart a choisi de remplir cette obligation en reprenant les chansons publiées précédemment en les réenregistrant à leur satisfaction.
Pour la version de 1978, Heart choisit de réenregistrer, remixer, éditer les chansons de l’album. Ce travail a été effectué du 6 au 9 mars 1978 aux studios Sea-West à Seattle. Les voix originales étaient probablement conçues comme des voix de synthèse plutôt que comme des prises finales. Ann Wilson a ajouté de nouvelles voix à la plupart des pistes de studio existantes.
La nouvelle voix de "Heartless" est moins contrôlée que l'original. Le solo de synthétiseur de "Just the Wine" a été remplacé par un solo de flûte traversière et la chanson est légèrement modifiée. La fin de "Magazine" s'estompe environ 30 secondes plus tôt. Le live "Blues Medley" a été édité pour supprimer certaines parties de guitare solo de Roger Fisher et les parties vocales solo d'Ann Wilson. Il y a aussi beaucoup de petites différences subtiles. La version révisée de l'album a été publiée sans avertissement par Mushroom Records en avril 1978.

## Épilogue
Au début des années 1980, Mushroom Records a cessé ses activités. Les droits de propriété sur les deux albums de Heart pour Mushroom ont été achetés par Capitol Records qui a réédité les enregistrements. La version de 1978 était également imprimée sous la forme d’un picture disc avec la photo de la pochette de l’album. La couverture arrière indique qu'il s'agit d'une édition spéciale limitée à 100,000 exemplaires. La couverture originale avait un cercle découpé. Ce cercle a été envoyé aux magasins de disques pour être accroché dans le magasin pour la promotion de l'album.

## Contenu version 1977
- Toutes les compositions de Ann & Nancy Wilson sauf indications contraires.

- Face 1 -
1. Heartless - 5:00
2. Without you (Pete Ham, Tom Evans) - 4:44
3. Just the wine - 4:30
4. Magazine - 6:51

- Face 2 -
1. Here song (Ann Wilson) - 1:35
2. Devil Delight - 4:58
3. Blues Medley: Mother Earth / You Shook Me Babe (Live) - (Peter Chatman/Lewis Simpkins, Willie Dixon) - 7:12
4. I've Got the Music in Me (Live) - (Bias Boshell) - 6:28

## Personnel
Crédits adaptés des notes de la version originale de 1977 de l'album[réf. nécessaire] :
- Ann Wilson : Chant, chœurs, guitare acoustique, flûte traversière
- Nancy Wilson : Guitares acoustique et électrique, harmonica, chœurs
- Roger Fisher : Guitare solo
- Howard Leese : Guitares, sitar, claviers, synthétiseur Avatar, chœurs, arrangements des cordes et direction de l'orchestre
- Steve Fossen : Basse, chœurs
- Michael Derosier : Batterie

## Personnel additionnel
- Lynn Wilson : Chœurs sur Magazine

## Contenu version 1978
- Toutes les compositions de Ann & Nancy Wilson sauf indications contraires.

- Face 1 -
1. Heartless
2. Devil Delight
3. Just the Wine
4. Without You - (Pete Ham, Tom Evans)

- Face 2 -
1. Magazine
2. Here Song - (Ann Wilson)
3. Blues Medley: Mother Earth / You Shook Me Babe" - (Peter Chatman/Lewis Simpkins, Willie Dixon)
4. I've Got the Music in Me (Live) - (Bias Boshell)

## Personnel
Crédits adaptés des notes de la version révisée de 1978 de l'album[réf. nécessaire].
| Heart - Ann Wilson – chant ; flûte traversière, flûte alto (3) ; chœurs (5) ; guitare acoustique (6) - Nancy Wilson – chant ; guitare électrique ; guitare solo (1) ; guitare acoustique (3, 6) ; chœurs (5) ; harmonica (7) - Roger Fisher – guitare solo et rythmique, guitare solo (1) - Howard Leese – guitare rythmique, guitare solo (1, 7) ; sitar, claviers, chant ; synthétiseur ARP Avatar (2) ; Mellotron (3) ; arrangements de cordes, direction de cordes (3–6) ; choeurs (5) - Steve Fossen – basse, chant - Michael DeRosier – batterie - Lynn Wilson – choeurs (5) |